# Paszporty w Macedonii Północnej

Rodzaje paszportów Macedonii Północnej

Paszporty w Macedonii Północnej – dokumenty paszportowe wydawane obywatelom Macedonii Północnej w celu identyfikacji przy przekraczaniu granic i za granicą.

## Historia
W latach 1945–1991, kiedy dzisiejsza Macedonia Północna była częścią Jugosławii, wszystkie republiki w jej składzie, a także autonomiczne prowincje Kosowo i Wojwodina, drukowały własną odmianę paszportów jugosłowiańskich. W Socjalistycznej Republice Macedonii drukowane były wyłącznie z językiem macedońskim i francuskim.

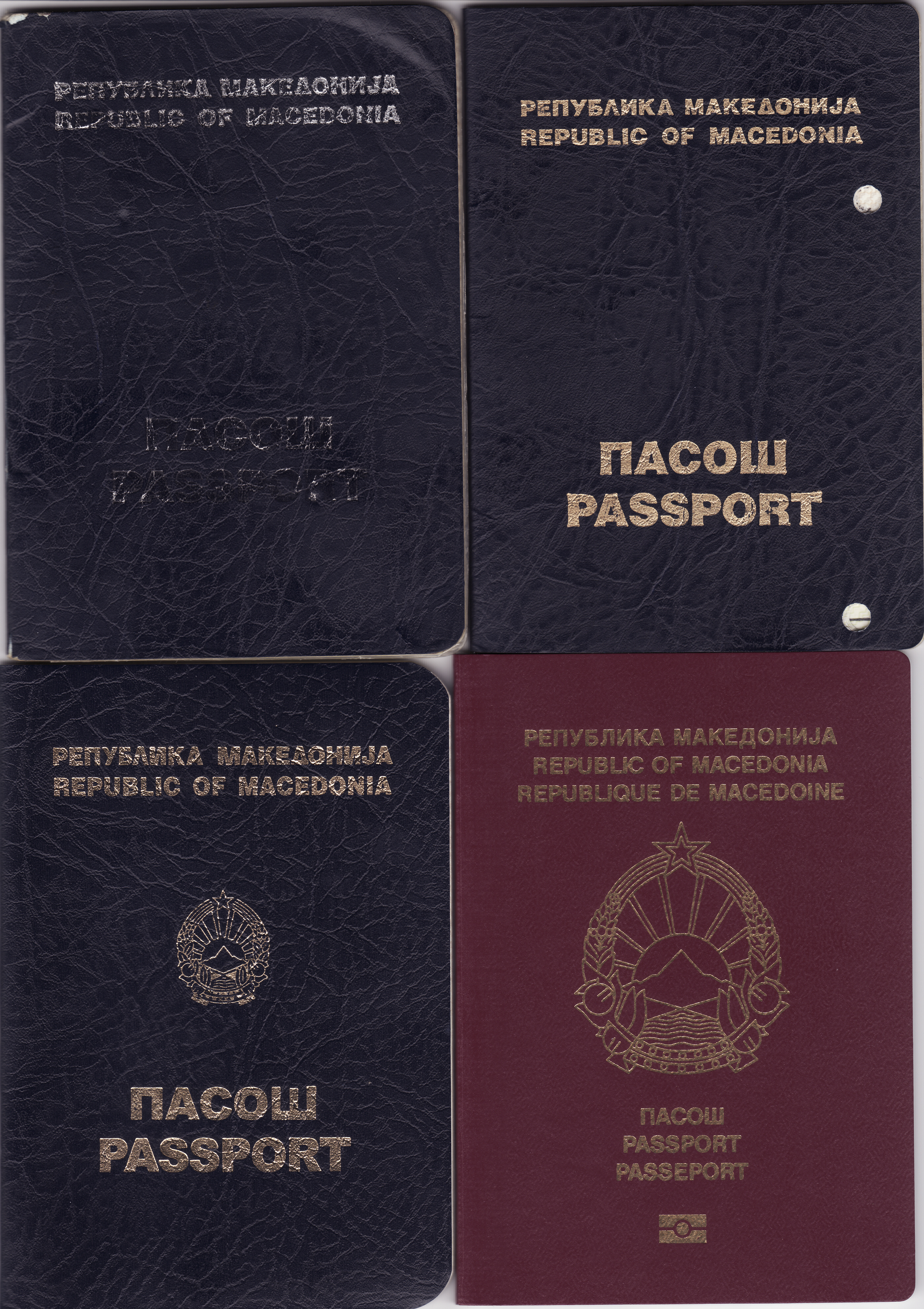
Cztery generacje paszportów Macedonii Północnej

Pierwsze trzy generacje macedońskiego paszportu po rozpadzie Jugosławii miały niebieską okładkę. Od trzeciej generacji na okładce umieszczono godło państwowe.
W 2007 r. wprowadzono paszporty biometryczne.
W lutym 2019 r. państwo oficjalnie przybrało nazwę „Republika Macedonii Północnej”. W związku z tym wszystkie dokumenty wydane pod starą nazwą, „Republika Macedonii”, miały zostać wymienione najpóźniej dnia 12 lutego 2024 r.

## Paszport dla cudzoziemca
Macedoński paszport dla cudzoziemcа to dokument podróży wydawany cudzoziemcom przebywającym na terytorium Macedonii Północnej. Jest on przeznaczony dla osób, które zgodnie z prawem zamieszkują w kraju albo muszą go opuścić, jednak nie posiadają ważnego dokumentu podróży i nie mają możliwości jego uzyskania inną drogą.
Do wydania dokumentu wymagane są:
- wniosek o wydanie paszportu dla cudzoziemca;
- dowód osobisty lub inny dokument urzędowy, na podstawie którego można ustalić tożsamość wnioskodawcy;
- zezwolenie na pobyt czasowy lub stały w Macedonii Północnej, ewentualnie w postaci uwierzytelnionej kopii;
- oświadczenie, poświadczone przez właściwego notariusza, potwierdzające, iż cudzoziemiec nie posiada i nie jest w stanie uzyskać ważnego dokumentu podróży od państwa, którego jest obywatelem.

## Języki
Obecnie paszporty Macedonii Północnej zawierają wpisy w językach macedońskim, angielskim i francuskim. Pomimo tego, można wnioskować o dodatkowe umieszczenie języka tureckiego, arumuńskiego, serbskiego, romskiego lub bośniackiego na paszporcie typu A, albo ubiegać się o paszport typu B, który dodatkowo zawiera wpisy w języku albańskim, który od 2019 r. jest oficjalny na terenie całego kraju.
Jest to skutek macedońskiej polityki językowej, gdyż język, którym się posługuje co najmniej 20% ludności jednostki samorządowej, jest oficjalny na jej terenie obok języka macedońskiego. Wiąże się to z obowiązkiem wydawania dokumentów, w tym paszportów, w językach mniejszościowych.